# Kuršėnai
Kuršėnai anhörenⓘ (deutsch Kurschenen) ist eine Stadt im Norden Litauens 25 km westlich der Kernstadt Šiauliai an der Fernverkehrsstraße A11 nach Palanga. Kuršėnai liegt an der Venta. Es ist Zentrum des gleichnamigen Landamtes der Rajongemeinde Šiauliai.

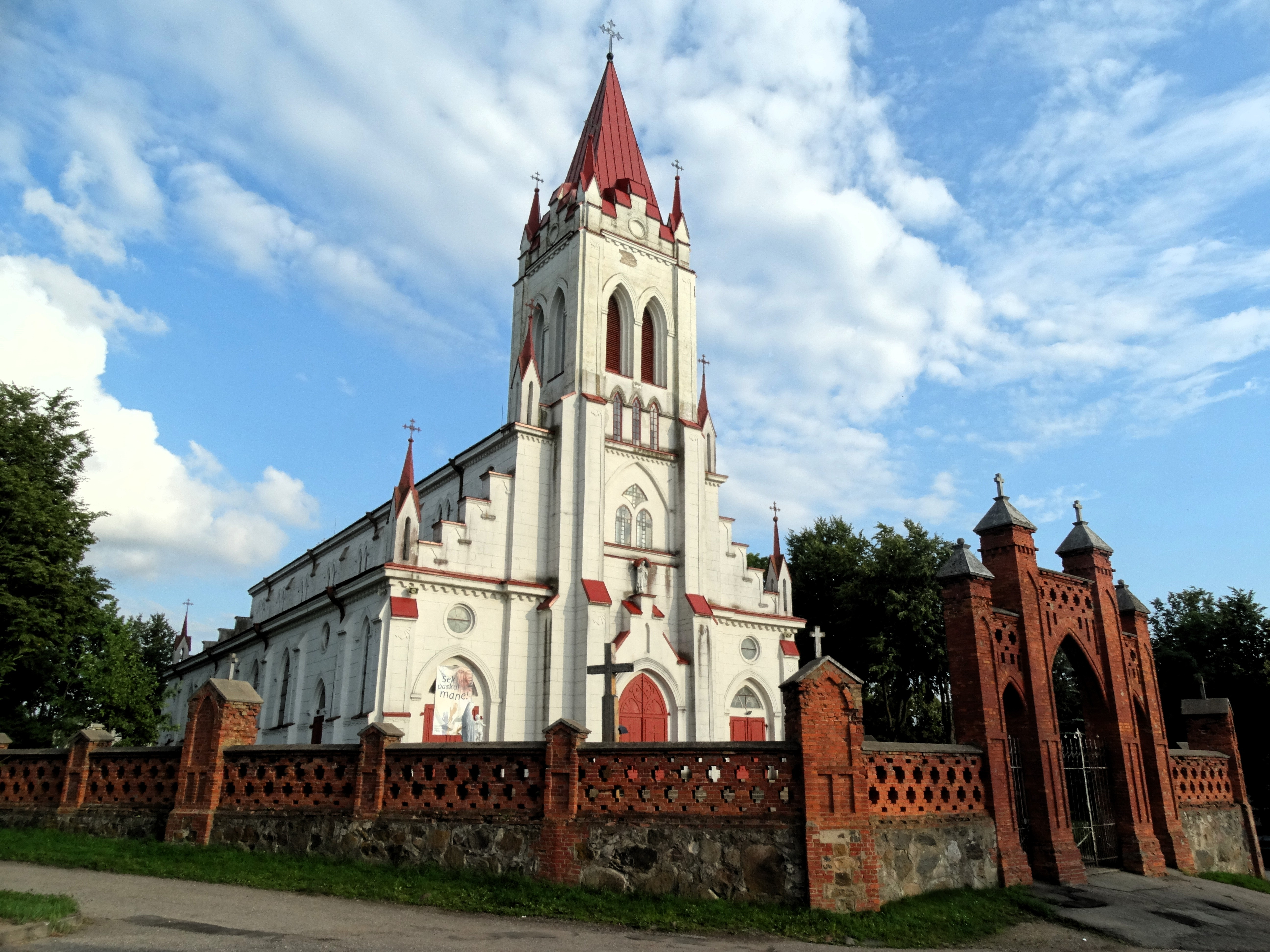
St.-Johannes-der-Täufer-Kirche Kuršėnai

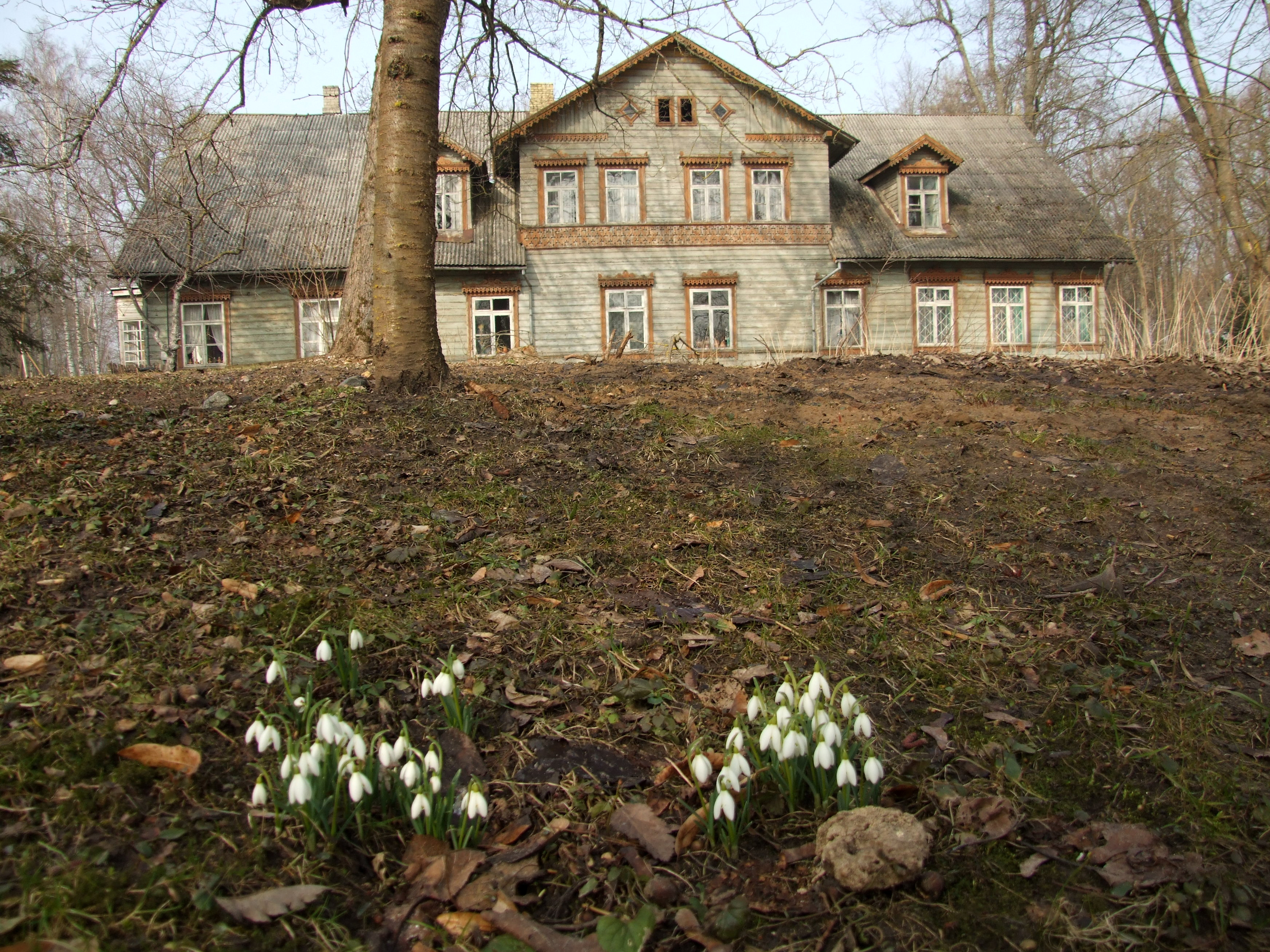
Herrenhaus Gruževskiai

Der Ort wurde erstmals 1561 erwähnt. Das Stadtrecht wurde 1946 verliehen.

## Sehenswürdigkeiten und Wirtschaft
Die katholische Johannes-der-Täufer-Kirche von Kuršėnai wurde von 1927 bis 1933 errichtet. Es gibt einen Park, ein Kalendermuseum, ein Kulturzentrum, ein Denkmal von Laurynas Ivinskis auf dem Laurynas-Ivinskis-Platz sowie das Mitte des 19. Jahrhunderts erbaute Herrenhaus, das bis zur Verstaatlichung 1940 der Familie Gruževskiai gehörte. Die Stadt ist seit langem durch die Herstellung von Keramik bekannt. Es gibt ein Keramikmuseum von 1927. Seit 1990 gibt es eine Fabrik von Saertex Baltics UAB, die einer deutschen Unternehmensgruppe gehört.

## Persönlichkeiten
- Stasys Raštikis (1896–1985), General
- Vytautas Kulakauskas (1920–2000), Sportpädagoge
- Donald Kagan (1932–2021), US-amerikanischer Althistoriker
- Eimutis Juzeliūnas (* 1958), Elektrochemiker, seit 2014 Rektor der Universität Klaipėda
- Rimantas Mikaitis (* 1959), Politiker
- Jonas Pinskus (* 1959), Politiker und ehemaliger Ruderer
- Alfredas Jonuška (* 1965), Politiker
- Deividas Česnauskis (* 1981), Fußballspieler
- Edgaras Česnauskis (* 1984), Fußballspieler
- Marius Žaliūkas (1983–2020), Fußballspieler
- Mindaugas Liutvinskas (* 1992), Politiker, Vizeminister, stellvertretender Finanzminister Litauens
- Dovydas Redikas (* 1992), Basketballspieler
- Kipras Kažukolovas (* 2000), Fußballspieler